# Gare d’Orchies
Gare d’Orchies vasútállomás Franciaországban, Orchies településen.

## Vasútvonalak
Az állomást az alábbi vasútvonalak érintik:
- Fives-Hirson-vasútvonal
- Ligne de Pont-de-la-Deûle à Bachy - Mouchin

## Kapcsolódó állomások
A vasútállomáshoz az alábbi állomások vannak a legközelebb:
- Gare de Nomain
- Gare de Landas
- Gare de Genech
- Gare de Lille-Flandres
- Gare de Saint-Amand-les-Eaux